# Sinfest
(англ. Sinfest — Праздник Греха) — веб-комикс, который сочиняет и рисует художник Тацуя Исида (Tatsuya Ishida), американец японского происхождения. Первый эпизод появился в интернете 17 января 2000 года. Изначально новые эпизоды публиковались достаточно часто, с 10 июля 2006 года — каждый день, на веб-сайте Sinfest.
«Синфест» — это веб-комикс Тацуи Ишиды, выросший из комикса, который он изначально создал для студенческой газеты Калифорнийского университета в Лос-Анджелесе. Главные герои — Слик, «сутенёр» в стиле Кельвина в подростковом возрасте, который всегда старается выглядеть как можно круче, и его горячая подруга Моника, которая целыми днями борется за права женщин, когда не флиртует с горячими парнями (Слик не в их числе).

## Sinfest в печатных изданиях
Согласно «счётчику тщетности» (Futility Watch) на веб-сайте комикса, Sinfest отвергался печатными синдикатами одиннадцать раз, начиная с 5 июня 2004. Скорее всего это связано с нежеланием автора творить для широкой аудитории. Периодически он использует обсценную лексику и критически проходится по таким темам, как религия, секс и массовая культура.
На данный момент комикс собственной компанией Исиды Museworks были изданы в  виде сборников под названиями «Sinfest», «Life’s my bitch» и «Dance of the Gods»  Были изданы три тома:
Sinfest ISBN 0-9724663-0-4 (опубликован в ноябре 2002) 
Life is My Bitch ISBN 0-9724663-1-2 (опубликован в ноябре 2003)
Dance of the Gods ISBN 0-9724663-2-0 (опубликован в октябре 2005)
На сайте Sinfest 23 февраля 2009 года появилась информация, что Sinfest будет выпущен в печатном виде компанией Dark Horse Comics в июне 2009 года.
В июне 2009 года  Dark Horse Comics переиздало первый том, скомпилированный из стрипов и с добавленным разделом бонусов Sinfest: The College Years (When It Was Even Worse).
В феврале 2010 года Dark Horse объявило, что будет переиздание второго тома. 
Два стрипа, без обычного эпиграммы, появились в выпуске Dark Horse Presents в мае 2009 под названием Sinfest: Street Poetry.
Dark Horse Comics издало:
Sinfest Volume 1 ISBN 1-59582-319-0 (опубликован 14 июля 2009)
Sinfest: Viva La Resistance ISBN 1-59582-424-3 (опубликовано 4 января 2011)
В Норвегии Sinfest появился в журнале комиксов Nemi. В отличие от веб-версии он был покрашен перед печатью, а эпиграмма была обрезана.

## Особенности

### Юмор
Главным образов в комиксе высмеивается человеческая натура.
В комиксе присутствуют все оттенки юмора, от чистого (эпизоды с участием Pooch и Percival) до грубого и вульгарного (когда присутствует Squigley). Иногда комикс начинает полниться серьёзными идеями. В основном это происходит в эпизодах в которых присутствуют Бог и Сатана. Все фразы весьма натуральны и соответствуют персонажам. Не в каждом комиксе присутствует некая кульминация, иногда автор пытается донести более глубокую идею, заставляющую читателя остановиться и призадуматься. Это является своеобразной изюминкой комикса — персонажи проработаны так хорошо, что автор может часто прибегать к этому трюку не раздражая читателя.

### Эпиграф
В каждом эпизоде имеется короткая фраза, расположенная непосредственно над именем автора. Эти фразы никогда не повторяются и чаще всего имеют либо неявную связь с эпизодом, либо вообще не связаны с ним. Фразы всегда «крылатые» или широко известные. Эпиграфы приобретают дополнительный юмористический смысл, если интерпретировать их как слова которыми автор описывает самого себя, к примеру: «Original Flavour — Tatsuya Ishida», «Not just another pretty face — Tatsuya Ishida», «The root of all evil — Tatsuya Ishida» («Оригинальный вкус — Тацуя Исида», «Не просто очередная смазливая мордашка — Тацуя Исида», «Корень всех зол — Тацуя Исида»).

### Стиль рисования
Японские корни Исиды явно видны в его манере рисования, которая похожа на манеру мангак. Одна из особенностей, которая делает этот комикс уникальным — смешение западного юмора и японской стилистики. Но Исида не ограничивает себя своим стилем, напротив, в некоторых эпизодах он так успешно подражает стилю других художников, что имитации практически не отличимы от оригинальных комиксов.
Стоит также обратить внимание на то, что уровень детализации персонажей показывает их значимость в комиксе, например, Слик и Моника прорисованы очень тщательно, у Сеймура голова нарисована скорее как круг с малым количеством деталей. Исходя из этого можно выделить четыре категории персонажей:
- Весьма детальные: Слик, Моника, Дракон.
- Вполне детальные: Кримини, Сатана, Мелкий Злыдень.
- Средне детальные: Иезекииль, Ариэль, Сквигли.
- Весьма простые: Сеймур, пёс Пуч, кот Персиваль.

Один первостепенный персонаж не присутствует в списке — это Бог. Он никогда не являет себя целиком, чтобы можно было судить о тщательности его прорисовки. Его куклы-перчатки частенько появляются, и их выполнение различно. Например, кукла Сатаны весьма детальна, тогда как кукла Психоаналитика — не очень. Возможно, это зависит от мнения Бога о персонах, которых он изображает.
Поначалу все выпуски комикса были чёрно-белыми и строго на 4 кадра, но начиная с 16 июля 2006 по воскресеньям выходят цветные, полностраничные выпуски.

## Темы комикса
В Синфесте можно выделить несколько основных тем, которые автор использует параллельно на протяжении всего комикса.
- Отношения мужчин и женщин (в основном — Слик и Моника).
- Мировоззрение собак и кошек (серии с Пучем и Персивалем).
- Религиозные и философские вопросы (в основном — Бог, Дьявол и Дракон).
- Политика и массовая культура (в первую очередь — серии без персонажей и серии с участием телевизора).

К особенностям этого комикса можно также причислить эволюцию тем и персонажей. Часто поддержание жизни бессюжетного гэг-комикса (особенно выходящего ежедневно и или несколько раз в неделю) сводится к тиражированию одних и тех же удачных (с точки зрения автора) ситуаций, возникающих между персонажами. Это накладывает ограничение на эволюцию героев, так как вместе с ними меняются и их взаимоотношения, а значит и ситуации, в которые они попадают. Синфест — не исключение, но, всё же, и не правило. Сохраняя общую канву шуток, Исида понемногу перестраивает их, позволяя героям бесконечно меняться.

## Персонажи
Слик (пройдоха, стиляга) — неудавшийся бабник, называющий сам себя «сутенёром» (pimp) (в американской культуре образ «сутенёра» соответствует крутому, стильному криминальному «пацану», богатому и окружённому женщинами). Выходя на сцену с речовками и стихами, он берёт себе псевдоним «Уран — ритм-поэт», а на сцене «Театра Ниндзя» становится Васаби, ниндзя-сутенёром. Исида признаёт что внешне Слик похож на Кальвина из комикса Билла Уоттерсона «Кальвин и Гоббс»: у него те же светлые ершистые волосы, тот же низкий рост. Кроме того Слик внешне похож на одноимённого персонажа из игры, у него та же причёска, солнечные очки и низкий рост. Слик обычно одет в белую рубашку с длинным, ярко-красным галстуком и носит кричаще-модную причёску. Его глаза всегда (даже в душе!) скрывают солнечные очки, а если даже и не скрывают, зрителю его глаза всё равно не видны. Возраст Слика находится где-то «между 14 и 21», однако он часто употребляет алкоголь и смотрит порно. В первых сериях он пытается продать душу Дьяволу, но его заявка остаётся в неисполненном состоянии до сих пор (её приняли, потом отклонили, и, после возвращения Дьявола к работе, наконец обработали). Значительная часть юмора комикса крутится вокруг тщетных попыток Слика развести Монику на секс. На практике же, они ни разу не выходили за рамки платонических отношений. Также надо отметить, что в последних сериях Слик всё реже занимается сексуальными домогательствами и всё больше уделяет внимания серьёзным отношениям с Моникой.
Моника — привлекательная 16-летняя девушка, «с замашками шлюхи, но в глубине души остающаяся шлюхой». Она часто кажется поверхностной и самодовольной, но это лишь внешняя сторона — как и Слик она мучится от типичных подростковых проблем, вроде низкой самооценки и борьбы за право на индивидуальность. Это выражается, например, в непостоянстве её связей и безудержном интересе к мужчинам. Однако, при всей её сексуальности, Моника никак не может найти себе парня, и хотя в ранних сериях она изображается неразборчивой в половых связях, позже эта характеристика смягчается. Постоянной темой для шуток комикса служит то, что она, кажется, замечает всех мужчин, кроме Слика. Но несмотря на то, что Слик и Моника постоянно доводят друг друга до белого каления, это их только сближает. Большая часть слов и действий Слика по отношению к Монике носят чисто сексуальный характер, но в ряде серий показывается, что его чувства к ней гораздо глубже. В сериях начиная с 2007 года отношения Моники и Слика начинают всё больше перерастать в отношения парня и девушки, хотя это и не было озвучено явно. Но и в ранних сериях Моника его ревнует, например, однажды её приводит в бешенство тот факт, что другая девушка разговаривает с «её Слики!»., а в одной из воскресных серий 2006 года, Слик и Моника сидят с противоположных сторон одного дерева, на котором выцарапано сердечко с буквами «S+M», и похоже это сделала Моника, так как Слику просто не хватило бы для этого роста. Альтер эго Моники включают: Желтохвостку («Лакедра Желтохвостая» или просто «Желтохвост» — вид рыбы, используемой в суши) — Злодейскую Гейшу-Развратницу и Звезду Речёвок — «Эту Девушку»; её также называют ’Никой (’Nique) и Монеткой (Money), что делает некоторые высказывания Слика двусмысленными. Интересно отметить, что хотя волосы Моники во всех других местах изображались синими, в цветных воскресных сериях они у неё розовые. Тацуя никак это не объясняет.
Иисус — В течение жизни комикса он сильно поменял свою роль. По началу Иисус появлялся изредка и не взаимодействовал с другими персонажами. Позже он оформился в цельного персонажа и занял активную позицию. Чаще всего он взаимодействует с Буддой и Дьяволом, но не только с ними. Иисус как персонаж имеет слегка депрессивный характер и не разделяет непробиваемого оптимизма своего отца. Иисус обладает некоторыми сверхспособностями, но, всё же, это гораздо более приземлённый персонаж чем Бог — он ходит по земле, взаимодействует с людьми и, кажется, не имеет возможности укрыться за облаками от тех, кто ему не нравится. О нём также известно, что он большой мастер играть в баскетбол — умудрился забросить двухочковый, даже после того как Дьявол сбил его ударом в спину.
Будда — Начал появляться с конца 2006 года. Будда говорит крайне редко, причём на транслитерированном санскрите. Однако он активно участвует в происходящем, занимая обычно нейтрально-наблюдающую позицию. Как ему и положено, Будда абсолютно невозмутим и на его лице всегда играет лёгкая полуулыбка. Исключение составляют лишь те случаи, когда он вмешивается, чтобы разнять дерущихся, но и тогда его лицо строгое, но не злое. Чаще всего этот персонаж применяется автором чтобы изобразить альтернативную точку зрения на взаимоотношения Иисуса с Дьяволом.
Пуч, Персиваль и их хозяин — Пёс и Кот, по большей части, существуют вне мира остальных персонажей комикса. Основные герои практически никогда не появляются на одних страницах с этой парочкой, а когда появляются — практически не взаимодействуют. Серии с Пучем и Перси отличаются простым и светлым юмором, более типичным для «семейных» комиксов. Шутки крутятся вокруг темы взаимоотношений кошек и собак и их характеров. Вульгарных и провокационных шуток почти нет. Часто параллельно с их сериями фоном идут «бессловесные» шутки в виде меняющихся картин — одна из особенностей Синфеста. Пуч и Персиваль живут в одном доме, вместе со своим владельцем (которого они называют «хозяин») которого часто слышно и очень редко видно, причём лицо не изображается никогда. Более чем вероятно, что «хозяин» — и есть сам Тацуя Исида, на что явно намекается во многих сериях. Так часто в доме Пуча и Персиваля на столе для рисования лежит бумага с заготовкой четырёхкартиночного комикса. В одной из серий, Пуч упоминает, что хозяин отправился на охоту-собирательство еды; эпиграф над именем Исиды в этом выпуске звучит как «Охотник-Собиратель». В ещё одной серии, Пуч изображён лежащим у ног хозяина, а хозяин одет в футболку с надписью по-японски «Исида». Потом Пуч и Перси обсуждают работу хозяина у стола для рисования, где лежит набросок Моники. И наконец, в «Специальном Выпуске: За Кулисами Изготовления Синфеста», «хозяин» снова изображён у стола для рисования. Однако в большинстве случаев оба питомца находятся дома одни. В комиксе от 30 июня 2009 лицо хозяина таки было показано.
М. Жнец — очевидно, сокращение от «Мрачный Жнец» (Grimm Reaper) — Смерть. Судя по всему, Смерть Исиды мужского пола и представляет собой скелет с косой в чёрном балахоне. Это довольно энергичный персонаж для Смерти. В отличие от других персонажей, Смерть появился сначала в виде куклы на руке Бога, и только потом как реальный герой комикса.
Кримини — Его имя, судя по описанию персонажа Исидой, как-то связано со словом из американского сленга «Crim», не имеющим однозначного перевода на русский язык: наиболее популярными по информации веб-сайта «Urban Dictionary Архивная копия от 29 сентября 2007 на Wayback Machine» переводом этого слова является «преступник», но, более вероятно, имелось в виду другое значение, например, «некто, про кого нельзя точно сказать гомосексуалист он или нет». Само же слово «Criminy», что интересно, в 1600-х использовалось чтобы неприличным способом помянуть Христа. Кримини — интеллигентный молодой очкарик, часто работающий в комиксе «голосом разума». Он застенчивый, политкорректный, и невинный во всех отношениях. К другим персонажам чаще всего обращается как «Мисс» или «Сэр». Среди его прозвищ: уже упомянутый Крим (Crim), Коротышка (Short Stuff) и Кримми (Crimmy). Несмотря на то, что он довольно-таки тихий персонаж, Кримини отлично танцует брейк-данс, но остальные, похоже, не знают об этом. Кримини часто сидит у дерева, в «крепости» из книг, защищая себя от реального мира.
Дракон — Так же, как христианская религия представлены Богом и Дьяволом, восточное религиозное мировоззрение представлено Драконом. Он появляется относительно редко. Его цели — гармоничная жизнь, внутренняя целостность и достижение нирваны. По словам Исиды, «он, вероятно, единственный, кому известен телефон Бога.» Были случаи, когда он лично дрался с Богом, но чаще они общаются друг с другом на равных. Как и все драконы из восточных легенд, Дракон внешне напоминает змею, умеет летать и дышать огнём. Кроме того, он может управлять погодой «согласно фэншуй». Как и Бог, он редко проявляет сильные эмоции. Он скатывается с сарказма на грубую прямолинейность, даже когда разговаривает с Богом. Чаще всего он улыбается, намекая, что близок к достижению своих целей.
Сквигли — Дословно его имя переводится как «Хрюшка»/«Хрюндель»/«Хрюн» (Squig = Хрю). В полную противоположность Кримини, закадычный друг Слика Сквигли (или «Сквиг») — антропоморфичная свинья. Это грубый и неотёсанный мужлан-шовинист, без стеснения отзывающийся о женщинах такими словами как: «Неа, это трофеи, мужик, трофеи. Это предметы! Украшения интерьера! Куски мяса! Секс-игрушки!» Как и Слик, он помешан на порнографии и алкоголе, а кроме того, постоянно употребляет марихуану. Альтер эго Сквигли включают поэта Пресловутый С. В. И. Н. (Notorious P.I.G. — пародия на рэпера Notorious B.I.G.) и Тонкацу Ниндзя-Поросёнка. Кроме того, Сквигли порой изображает женских персонажей, «превращаясь» в Сквилинду (Squelinda). Существует также предположение, что Сквигли является собирательным образом представителей расовых меньшинств. Намёк на это со стороны автора имеется: например, в одном из комиксов Сквигли выступает на сцене клуба заявляя: «Я — ПИГГА» (рифмуется со сленговым «НИГГА» (nigger) — обращением, которое позволительно только афроамериканцу в отношении афроамериканца, да и то не во всех случаях). Когда Слик, поздравляя Сквигли с отличным выступлением называет его «ПИГГА», Сквигли гневно отчитывает его: «Эй, ты не можешь называть меня „ПИГГА“. Это оскорбляет меня. На это имеют право только мои братья-свины. Чтобы называть меня „ПИГГА“ ты сам должен быть свином, чувствовать нашу внутреннюю самобытность!». Опасную эскападу в адрес неполиткорректности автор заканчивает не менее скользкой шуткой: «Когда несвин называет меня „ПИГГА“, это заставляет меня чувствовать себя… ЕДОЙ!».
Иезекииль и Ариэль — ангелы. Чрезвычайно преданные друг другу, они всегда вместе и никогда не расходятся во мнениях. Иногда они выглядят как ангелы — носят нимбы, балахоны, и летают на крыльях средь облаков; а иногда — одеты в благопристойные костюмы школьников и занимаются миссионерской деятельностью. Их поведение всегда безукоризненно, как и положено ангелам. В отличие от Сеймура, они часто планируют «добрые дела»; они всегда веселы и бодры, редко впадая во что-либо тяжелее лёгкой озадаченности. Единственное не очень хорошее дело, которым они занимаются — это приколы над Дьяволом, который периодически выходит на них охотиться. Также они замечены за пением не очень классических рождественских гимнов («Jingle bells, Satan smells, Jesus on the way!» — «Колольчики звонят, Сатана пахнет, Иисус в пути!»). Между строк диалоги ангелов, однако, часто очень резки — почти вся их речь двусмысленна, по принципу «не пойман — не грешник».
Фуксия и Бэйби Блю — Среди сотен сексуальных девушек, окружающих Дьявола, выделяются две демоницы, которых он поначалу использует для совращения Слика. Длительное время безымянные, они получили имена только в 2009 году: Фуксия. и Бэйби Блю. По сути их имена — это цвет их волос и одежды. Несмотря на то, что «Бэйби Блю» — это название цвета, типичного для одежды мальчиков-малышей, словосочетание также можно перевести как «Голубая Малышка», что порождает игру слов.
 В отличие от остальных, эти две практически всегда ходят в нижнем белье и у них есть хвост, наподобие того, что есть у Дьявола. Обычно они ходят парой, живут в одном доме, спят в одной кровати и старательно обжимаются при виде Слика, из чего можно сделать предположение, что они как минимум бисексуальны. Выходила также серия «День из жизни» посвящённая этой паре.
 Строго говоря, это два персонажа. Причём в последнее время два ощутимо разных персонажа. В то время как Бэйби Блю остаётся лояльной Дьяволу, Фуксия, которая влюбилась в Кримини, стала значительно менее ортодоксальна.
Сеймур — саркастическое обобщение христианских фундаменталистов. Его лицо и тело в белой хламиде напоминает куклу. У него есть нимб, но он не настоящий: легко заметить подпорку. Его часто можно видеть молящимся, проповедующим, или молча читающим свою Библию. Он постоянно служит объектом насмешек и причиной раздражения всех других персонажей, кроме Бога (хотя даже он смеётся над Сеймуром за его спиной), а в особенной степени — Маленького Злыдня. Он непрерывно критикует каждого, кто не настолько же набожен, насколько он сам, и его не пугает никакая отрицательная реакция на его проповеди. Даже ангелы Божьи, Иезекииль и Ариэль, считают, похоже, Сеймура позором всех христиан; в одной из серий, извиняясь за его поведение, они заявляют, что Сеймур всё ещё «в подготовишках». Жизнь Сеймура определяется всем тем, что относится к христианству. Но даже это не делает его манеру говорить менее «уличной» чем у большинства других персонажей. Часть связанных с Сеймуром шуток завязаны на смешивание религиозных терминов, устаревших слов и уличного жаргона. Как, например, когда он готовится к драке: «ВОИСТИНУ! Давай, грешный ублюдок, потанцуем!». Остальные персонажи обычно только слегка подтрунивают над Сеймуром, пока он не становится слишком назойливым. В Театре Ниндзя альтер эго Сеймура — Стальной Монах, непрестанно молящийся Будде.
Бог — Несмотря на желание комикса полностью исключить запретные темы, лицо Бога никогда не изображается; только его Длань (или, иногда, обе длани). Бог часто использует куклы-перчатки чтобы пародировать других персонажей, чаще всего Дьявола, чья кукла выглядит особенно нелепо. Слова непосредственно Бога изображаются готическим шрифтом. Когда же Бог говорит от лица своих перчаток, используются обычные буквы. Его слова обычно доносятся из просвета между огромными кучевыми облаками, висящими над холмами, где другие персонажи комикса обычно сидят или стоят, разговаривая с ним. Манера говорить у Бога не отличается от манеры любого другого персонажа комикса. За исключением «фанатика» Сеймура, ни на кого из смертных персонажей, похоже, не производит впечатления возможность периодически болтать с Богом, которого также не задевает такая неформальная форма обращения. Сам Слик вообще обращается к Богу с необыкновенной простотой: «Смотри, огромная Длань Господня. Эй, Бог. Кагдила?» В одном из кадров серии «Безумный Мир», тайна внешнего вида Бога приоткрывается, когда он стоит на холме, спиной к зрителю, и смотрит в облака на гигантскую Длань Дьяволову.
Маленький Злыдень — Возможно чтобы добавить немного юмора к сюжетной линии Дьявола, и показать ироничное отражение навязчивого поклонения Сеймура Богу, Исида вводит изначально безымянного фана Дьявола (позже называемого Маленьким Злыднем). Маленький Злыдень — миниатюрная (ростом примерно со Слика) копия Дьявола, всегда одетая в костюм и с парочкой рожек, но без хвоста, бородки и сверхспособностей; в отличие от Слика, Маленький злыдень, похоже, действительно малыш. Скорее всего это обычный человек, одетый как Дьявол. Он не переставая пытается подражать своему кумиру, на что Дьявол реагирует довольно неоднозначно. Кроме того, его «злые поступки» носят исключительно бытовой, даже банальный характер (как, например, возвращение видеокассет в прокат без перематывания их обратно). «Злая» натура этого персонажа часто приводит его в конфликт с его «добрым» двойником Сеймуром, и их часто можно видеть оскорбляющими друг друга. Его также можно видеть противостоящим Иезекиилю с Ариэль, и даже выкрикивающим оскорбления лично Богу, который, однако, не относится к нему серьёзно. Несмотря на его поклонение абсолютному злу, Маленький Злыдень — прежде всего комический герой. Одно из немногих исключений — серия, где он идёт по улице между заборами, изрисованными граффити, стрип-клубами и бездомными. Он комментирует эту картину фразой, «Вообще-то, не так уж много тут осталось для меня работы.» У Маленького Злыдня также есть домашние животные: маленький Цербер, двухголовый розовый щенок, и щенок Адской Гончей (hellhound, призван с помощью чёрной магии в серии от 18 августа 2008), способный изрыгать небольшое пламя, но как и его хозяин, выглядящий очень мило и совсем не страшно.
Дьявол — В отличие от Бога, Дьявол изображается в виде существа человеческих размеров. У него есть приличествующие ему рожки, козлиная бородка и хвост. Обычно он одет в костюм, за исключением серий где он «отходит» и оказывается на пляже в Гавайской рубашке и серий где он охотится в охотничьем костюме. Как и у Бога, его манера говорить не отличается от манеры остальных персонажей. Когда Бог прикалывается над ним с помощью своей «Дьявольской» куклы-перчатки, Дьявол отвечает ему: «Эй, это ни хрена не смешно!» Дьявол, как и любой человек, ходит по земле, общается с окружающими, обычно — давая (плохие) советы. Надо сказать, что когда Дьявола спрашивают по теологическим вопросам, он редко даёт прямые ответы. Однако, кажется, он не совершает никаких злодейств. Он, скорее, замечен в самовосхваляющих монологах, где упоминает свои былые заслуги на этом поприще. Он, также, держит маленькую самодельную лавочку, на которой написано «Всё что хотите» в обмен на «$вашу душу». Она очень похожа на лавочку Люси ван Пельт из Peanuts. Ещё больше усиливает сходство сделанная Дьяволом надпись «Дьявол на месте». Слик — постоянный клиент Дьявола. Бог и Дьявол — конкуренты, но в Синфесте их конкуренция используется для иллюстрации философских мыслей о религии. Дьявол из Синфеста также появился в комиксе Chopping Block.

### Другие персонажи
В комиксе часто можно увидеть камео персонажей других комиксов, а также второстепенных героев, основанных на реальных людях или персонажах массовой культуры. К последним относятся Леди Свобода, Дядя Сэм, Баракстар (Барак Обама) и другие.

## Хронология (появление героев)
- Слик и Сатана (Slick and the Devil): 17 января 2000 (первая серия)
- Бог (God): 21 января 2000
- Кримини (Criminy): 23 января 2000
- Сквигли (Squigley): 25 января 2000
- Пуч и Персиваль (Pooch and Percival): 30 января 2000
- Моника (Monique): 2 февраля 2000
- Дракон (The Dragon): 1 марта 2000
- «Хозяин» (master): 10 марта 2000
- Иисус (Jesus): 2 апреля 2000
- Сеймур (Seymour): 27 апреля 2000
- Иезекииль и Ариэль (Ezekiel & Ariel): 1 мая 2000
- Маленький Злыдень (Lil’ Evil): 24 июля 2002
- Будда (Buddha): 9 октября 2006
- Фуксия и Бэйби Блю (Fuchsia and Baby Blue): 10 сентября 2007
- М. Жнец (G. Reaper): 9 августа 2008